# General Electric CF6
Il General Electric CF6 è una famiglia di motori turbofan sviluppati e prodotti, a partire dal 1971, dalla GE Aviation utilizzati da una grande varietà di aerei civili e militari (designazione militare F103).

È stato sviluppato a partire dal GE TF39, è stato la base per la realizzazione dei motori marine GE LM2500 e GE LM6000, sarà progressivamente sostituito dal General Electric GEnx.

## Caratteristiche
| Caratteristiche                                    | CF6-6            | CF6-50                                                     | CF6-80A                        | CF6-80C2 | CF6-80E1                         |
| -------------------------------------------------- | ---------------- | ---------------------------------------------------------- | ------------------------------ | --- | -------------------------------- |
| Fan/Compressor Stages                              | 1F/1LPC/16HPC    | 1F/3LPC/14HPC                                              | 1F/3LPC/14HPC                  | 1F/4LPC/14HPC | 1F/3LPC/14HPC                    |
| Low-Pressure Turbine/ High-Pressure Turbine Stages | 5/2              | 4/2                                                        | 4/2                            | 5/2 | 5/2                              |
| Max Diameter (Inches)                              | 105              | 105                                                        | 105                            | 106 | 114                              |
| Length (Inches)                                    | 188              | 183                                                        | 167                            | 168 | 168                              |
| Dry Weight (Lb.)                                   | 8,176 - 8,966    | 8,966 - 9,047                                              | 8,760 - 8,776                  | 9,480 - 9,860 | 11,225                           |
| Application Examples                               | DC-10-10         | Airbus A300B DC-10-15/-30 Boeing 747-200 747-300 KC-10 E-4 | Airbus A310-200 Boeing 767-200 | Airbus A300-600/R/F A310-200/-300 Boeing 767-200/200ER 767-300/-300ER 767-400ER 767 AWACS 767 Tanker 747-300 747-400/-400ER MD-11 CX Japanese Transport | Airbus A330-200/-300 A330 Tanker |
| Specific Fuel Consumption at Maximum power         | 0.35             | 0.368 - 0.385                                              | 0.355 - 0.357                  | 0.307 - 0.344 | 0.332 - 0.345                    |
| Max. Power at Sea Level (libbra forza\|lbf)        | 41,500           | 51,000 - 54,000                                            | 48,000 - 50,000                | 52,500 - 63,500 | 67,500 - 72,000                  |
| Overall Pressure ratio at Maximum Power            | 25 - 25.5        | 29.2 - 31.1                                                | 27.3 - 28.4                    | 27.1 - 31.8 | 32.4 - 34.8                      |
| Bypass Ratio                                       | 5.76 - 5.92/5.89 | 4.24 - 4.4                                                 | 4.59 - 4.66                    | 5 - 5.31 | 5 - 5.1                          |

## Aerei
CF6-6
- McDonnell Douglas DC-10-10
- Boeing 747-100SR

CF6-50
- McDonnell Douglas DC-10
  - McDonnell Douglas DC-10-30
  - McDonnell Douglas KC-10 Extender
- Boeing 747
  - Boeing 747-200
  - Boeing 747-300
  - Boeing E-4B
- Airbus A300
  - Airbus A300B1
  - Airbus A300B2
  - Airbus A300B4
- Boeing YC-14

CF6-80
- Boeing 747
  - Boeing 747-400/-400ER
  - Boeing VC-25 (Air Force One)
- Boeing 767
  - E-10 MC2A
  - Boeing E-767
  - Boeing KC-767
- C-5M Galaxy
- McDonnell Douglas MD-11
- Airbus A300-600
- Airbus A310
  - Airbus A310 MRTT
- Airbus A330
  - Airbus A330 MRTT
- Kawasaki C-X